# Amphipholis subtilis
Amphipholis subtilis är en ormstjärneart som beskrevs av Ljungman 1867. Amphipholis subtilis ingår i släktet Amphipholis och familjen trådormstjärnor. Inga underarter finns listade i Catalogue of Life.